# Álvaro Fillol
Álvaro Fillol (Santiago del Cile, 4 dicembre 1952) è un ex tennista cileno.

## Carriera
In carriera ha vinto 5 titoli di doppio, di cui 4 in coppia con il fratello maggiore, Jaime Fillol. Nei tornei del Grande Slam ha ottenuto il suo miglior risultato raggiungendo i quarti di finale di doppio agli US Open nel 1977 e all'Open di Francia nel 1979, sempre in coppia col fratello Jaime. Ha inoltre raggiunto i quarti di finale di doppio misto all'Open di Francia nel 1981.
In Coppa Davis ha disputato 4 partite, vincendone 3 e perdendone una.

## Statistiche

### Doppio

#### Vittorie (5)
| Numero | Anno | Torneo                                                 | Superficie  | Compagno       | Avversari in finale            | Punteggio     |
| 1.     | 1978 | Alan King Tennis Classic, Las Vegas                    | Cemento     | Jaime Fillol   | Bob Hewitt Raúl Ramírez        | 6–3, 7–6      |
| 2.     | 1978 | International Tennis Championships of Colombia, Bogotà | Terra rossa | Jaime Fillol   | Hans Gildemeister Víctor Pecci | 6–4, 6–3      |
| 3.     | 1979 | Quito Open, Quito                                      | Terra rossa | Jaime Fillol   | Iván Molina Jairo Velasco, Sr. | 6–7, 6–3, 6–1 |
| 4.     | 1980 | Costarica Open, San José                               | Cemento     | Jaime Fillol   | Anand Amritraj Nick Saviano    | 6-2, 7-6      |
| 5.     | 1980 | International Tennis Championships of Colombia, Bogotà | Terra rossa | Carlos Kirmayr | Andrés Gómez Ricardo Ycaza     | 6–4, 6–3      |